# Jabreilles-les-Bordes
Jabreilles-les-Bordes är en kommun i departementet Haute-Vienne i regionen Nouvelle-Aquitaine i västra Frankrike. Kommunen ligger i kantonen Laurière som tillhör arrondissementet Limoges. År 2022 hade Jabreilles-les-Bordes 239 invånare.

## Befolkningsutveckling
Antalet invånare i kommunen Jabreilles-les-Bordes
| Referens: INSEE |